# 昆明铁路运输中级法院
昆明铁路运输中级法院是中华人民共和国云南省的铁路运输中级法院。

## 沿革
昆明铁路运输中级法院于1982年5月1日开始正式办案。1986年1月，成都、昆明两铁路管理局合并，昆明铁路运输中级法院撤销，原由昆明铁路运输中级法院管辖的开远铁路运输法院、昆明铁路运输法院划归成都铁路运输中级法院管辖。1997年，昆明铁路局恢复设立，昆明铁路运输中级法院随之恢复。

## 对应铁路运输基层法院
- 昆明铁路运输法院
- 开远铁路运输法院